# Россгартен
Россгартен (нем. Roßgarten) был одним из старых районов Кёнигсберга (Пруссия). Название происходит от огороженных пастбищ, которые предназначались не только для лошадей, но и для другой скотины.

## Местоположение
Россгартен располагался к северу от Бургфрайхайта, на восточном берегу Замкового пруда в пределах городской стены. К западу от Нойе Зорге был Старый Передний Россгартен. На другой стороне ручья через Шваненбрюке (к западу от Кальтхофа) по Гинтерроссгартен следовал на север. На севере лежал Верхний пруд. К северо-востоку от ворот Россгартена был ипподром.

## История
Россгартен впервые упоминается как Росс-или-Риндергартен в 1300 году в городских юридических документах Лёбенихта. В дальнейшем пригород расширился и протянулся от восточного берега Замкового пруда и до южного берега Верхнего пруда. Соседними районами были Бургфрайхайт на юго-западе, Нойе Зорге на юге, герцогские поля на востоке и фортификационные сооружения Кёнигсберг на севере. За пределами стен района находился Кальтхоф на востоке, и Пфердереннбан или ипподром, в Каролиненхоф на северо-востоке.
Согласно наблюдениям Каспара Хенненбергера, в 1539 году территория ещё не была развита, а склады были единственными памятными зданиями. В 1540 году герцог Альбрехт одобрил разработку нового пригорода, известного сначала как Ной-Хюбен, а затем как Россгартен. Он был объявлен подчиненным Фрайхайту Кёнигсбергского замка в 1542 году. В Россгартене проживали представители благородных фамилий: Буденброк, Грёбен, Гётцен, Кунхайм, Оста, Раутер, Шлибен и Теттау. Многие голландские ткачи поселились в новом пригороде к 1553 году. Латвийские торговцы также поселились в Россгартене.
По мере расширения квартала Россгартен был разделён на южный-Передний Россгартен и северный-Задний Россгартен. В 1576 году Передний Россгартен получил свой судебный герб с изображением пасущегося белого коня на зелёном пастбище от герцога Альбрехта Фредерика. На гербе Заднего Россгартена были изображены чёрный бык на зелёном лугу с синим полем, который был предоставлен в 1596 году маркграфом Георгом Фредериком.
Альтштадт, Лёбенихт, Кнайпхоф и их пригороды были объединены в единый город Кёнигсберг в 1724 году. Однако замок Кёнигсберг и его пригороды, включая Россгартен, хоть и были включены в пределы нового города, но оставались под королевским, а не муниципальным контролем. Россгартен был объединён в город постановлением муниципалитета 19 ноября 1808 года, в эпоху прусских реформ. Большая часть Россгартена была разрушена в результате англо-американской бомбардировки Кёнигсберга 1944 года во время Второй мировой войны, и во время штурма Кёнигсберга в 1945 году.
- Рынок Россгартена
- Городской зал
- Коммендатура
- Общее камандование
- Больница милосердия
- Задний Россгартен